# Pseudopagurus biafrensis
Pseudopagurus biafrensis is een tienpotigensoort uit de familie van de Diogenidae. De wetenschappelijke naam van de soort is voor het eerst geldig gepubliceerd in 1927 door Monod.